# Burgau (Jena)
Burgau is een plaats in de Duitse gemeente Jena, deelstaat Thüringen.
Burgau ligt bijna drie kilometer ten zuiden van de stad Jena, aan de westoever van de Saale. Burgau bestaat vooral uit woonwijken.
Het dorp is een knooppunt van tram- en stadsbuslijnen van Jena. Ook is er een rangeerterrein voor trams.
Te Burgau staat een aan maximaal 3.000 toeschouwers plaats biedende sport- en evenementenhal, de Sparkassen-Arena. De plaatselijke basketbalclub van Jena speelt er zijn thuiswedstrijden. Ook vinden er regelmatig darttoernooien plaats.

## Afbeeldingen

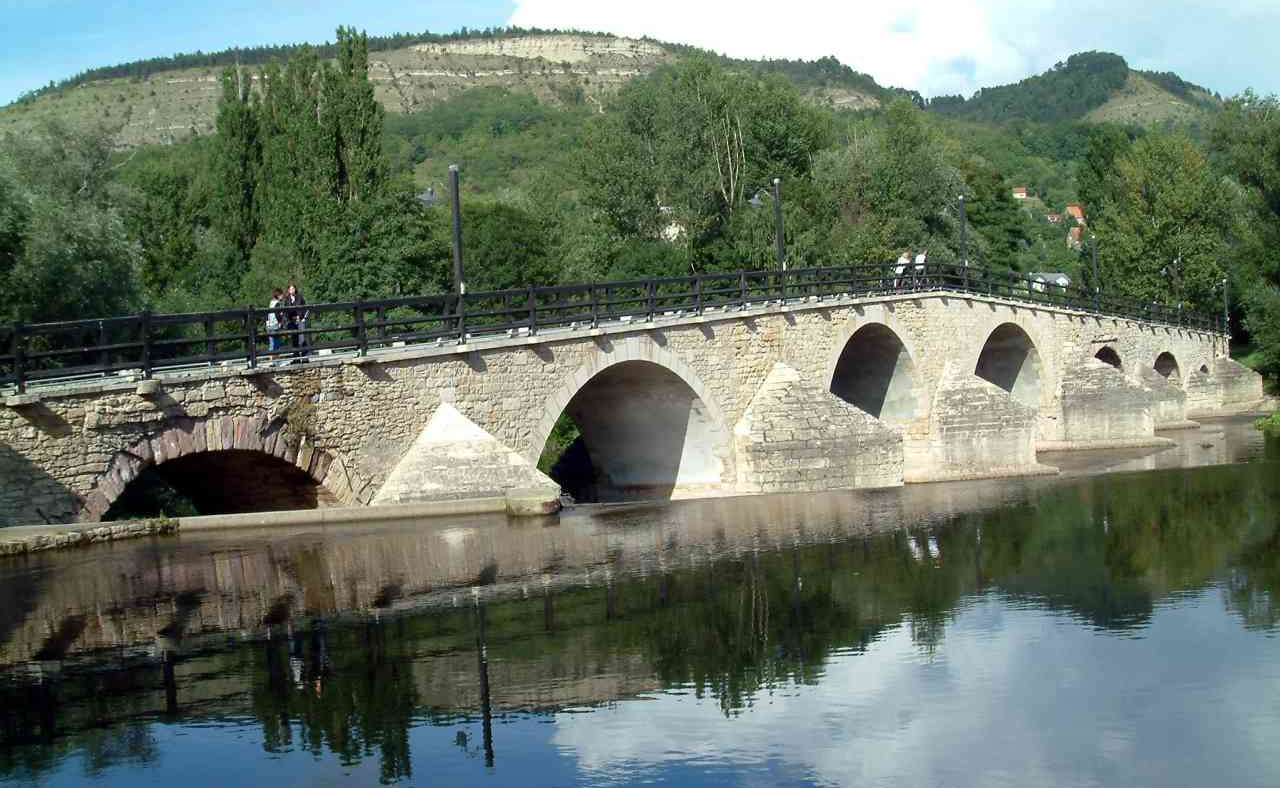
Oude brug over de Saale van Burgau
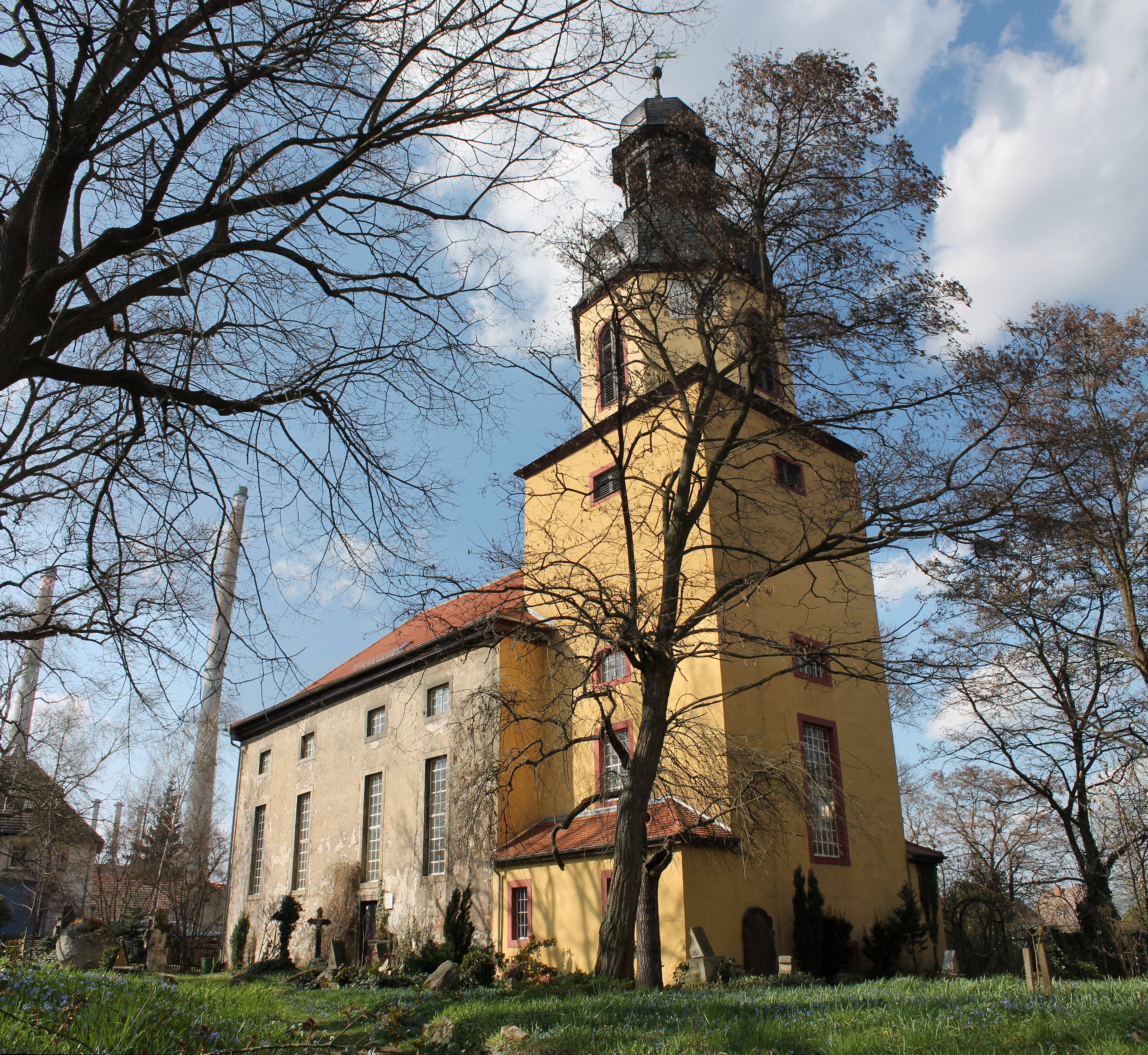
Kerk H. Drie-eenheid (barok, 1703)
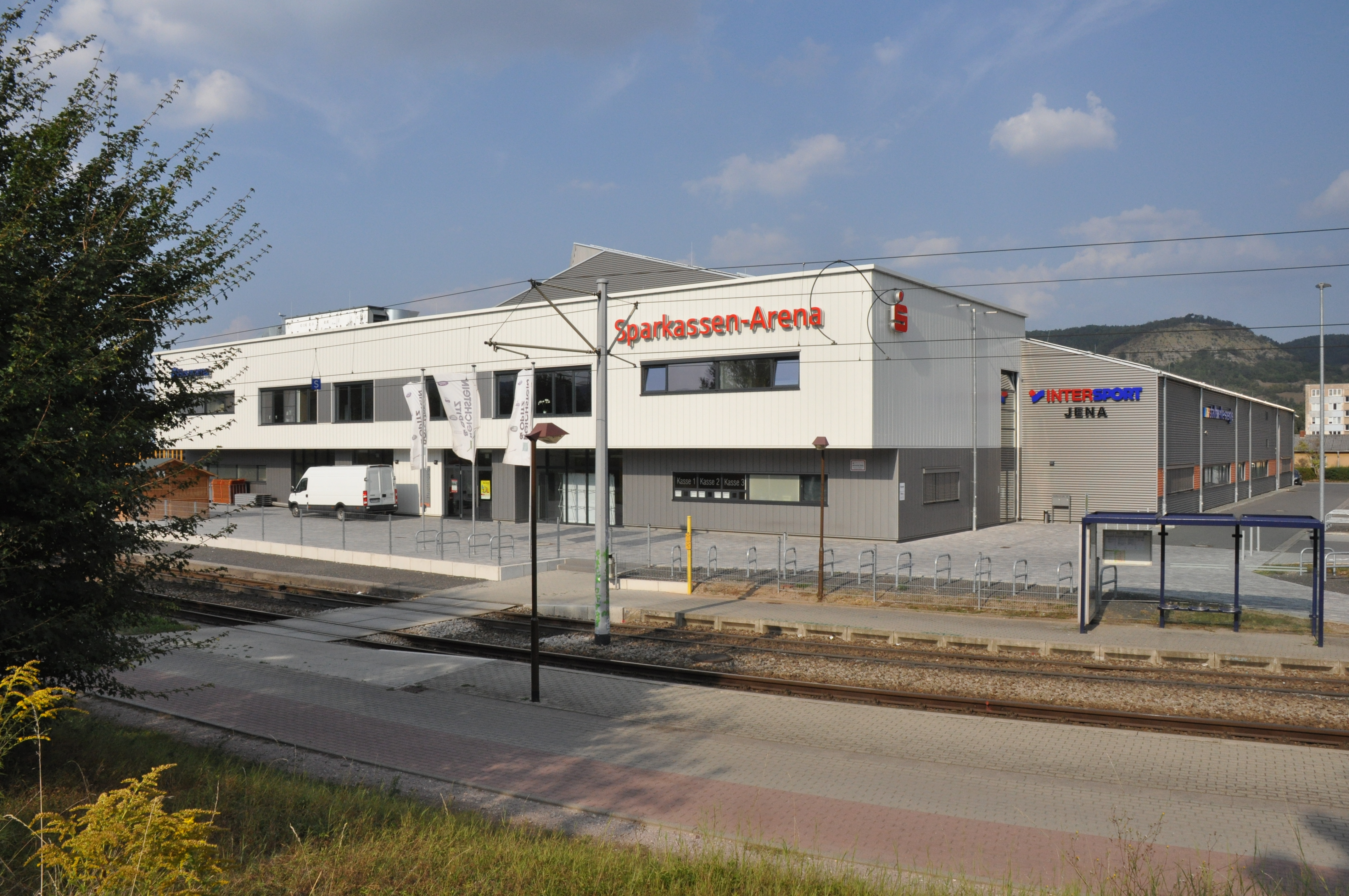
Sparkassen-Arena